# Каталимов Борис Миколайович
Борис Миколайович Каталимов, ros. Борис Каталымов (нар. 1932 — 1 лютого 2013) — казахський шахіст, міжнародний майстер від 1996 року.

## Шахова кар'єра
Від початку 1950-х років неодноразово брав участь у півфіналах чемпіонатів СРСР, а також у командних чемпіонатах СРСР. Виступав у чемпіонаті Казахстану. Станом на 1 січня 1974 року мав 2410 очок рейтингу Ело, що давало йому місце наприкінці третьої сотні шахістів світу. 1977 року посів 5-те місце на турнірі за круговою системою в Єревані (позаду Віталія Цешковського, Смбата Лпутяна, Олександра Малевинського та Ігоря Єфімова, попереду, зокрема, Юзефа Петкевича та Анатолія Лутікова). 1995 року в складі національної збірної взяв участь у командному чемпіонаті Азії в Сінгапурі, де шахісти Казахстану посіли 4-те місце, а також досягнув найбільшого успіху в кар'єрі, вигравши в Бад-Лібенцелль титул чемпіона світу серед ветеранів (гравців старших 60 років). У чемпіонатах світу серед ветеранів узяв участь ще кілька разів, але не повторив це досягнення. 2001 року досягнув ще одного успіху, поділивши 2-ге місце (позаду Андрія Бєлозьорова, разом із, зокрема, Дмитром Бочаровим) на турнірі за швейцарською системою в Новосибірську.
Найвищий рейтинг в кар'єрі мав станом на 1 липня 1995 року, досягнувши 2460 очок займав тоді 8-ме місце серед казахських шахістів.

## Турнірні результати

### Чемпіонати України
Борис Каталимов зіграв у трьох фінальних турнірах чемпіонатів України, набравши загалом 25½ очок з 50 можливих (+21-20=9).
| Рік  | Місце проведення | Турнір                 | + | — | = | Результат | Місце   |
| ---- | ---------------- | ---------------------- | - | - | - | --------- | ------- |
| 1951 | Київ             | 20-й чемпіонат України | 8 | 7 | 2 | 9 з 17    | 6 — 8   |
| 1952 | Київ             | 21-й чемпіонат України | 5 | 6 | 4 | 7 з 15    | 10 — 12 |
| 1954 | Київ             | 23-й чемпіонат України | 8 | 7 | 3 | 9½ з 18   | 6 — 7   |

## Зміни рейтингу
| На цьому місці має відображатися графік чи діаграма, однак з технічних причин його відображення наразі вимкнено. Будь ласка, не видаляйте код, який викликає це повідомлення. Розробники вже працюють для того, щоби відновити штатне функціонування цього графіка або діаграми. | |
| | На цьому місці має відображатися графік чи діаграма, однак з технічних причин його відображення наразі вимкнено. Будь ласка, не видаляйте код, який викликає це повідомлення. Розробники вже працюють для того, щоби відновити штатне функціонування цього графіка або діаграми. |